# Hideo Ochi

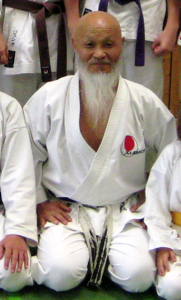
Hideo Ochi (2008)

Hideo Ochi Shihan (japanisch 越智 秀男, Ochi Hideo; * 29. Februar 1940 in Saijō, Japan) ist ein japanischer Karateka und ehemaliger Karate-Bundestrainer. Er war JKA-Weltmeister der Japan Karate Association 1966 und 1967 im Kumite und im Kata. Ochi besitzt den 9. Dan im JKA-Karate.

## Biografie
Hideo Ochi ist ein Karatelehrer des Shōtōkan-Stils. Mit 14 Jahren begann Ochi mit dem Karate-Training. Während seiner Studienzeit beschäftigte er sich intensiv mit Karate, welches er neben der Wirtschaftswissenschaft als zweites Fach belegt hatte. Er schloss 1962 nach vierjährigem Studium diese erste Phase seiner Karateausbildung ab. In dieser Zeit sammelte er in der Universitätsmannschaft der Takushoku-Universität seine ersten Erfahrungen im Kumite-Shiai. Ochis Erfolge in der Universitätsmannschaft wiesen ihm den Weg zur Ausbildung in der Instruktorengruppe der JKA.
Er unterzog sich nun der Aufnahmeprüfung für diese Gruppe im JKA-Karate und setzte sich unter hunderten Bewerbern durch. Nur vier in seiner Gruppe legten, wie Ochi, die Abschlussprüfung zum JKA-Instructor ab. Im Jahr 1964 wurde Ochi, 4. Dan, JKA-Instructor und unterrichtete fortan in Tokio im Hombu Dōjō. Heute ist er Chief Instructor der JKA Europe.

## Kata – Kumite-Shiai
In den folgenden Jahren (1965–1969) errang Ochi seine großen Wettkampferfolge anlässlich der Alljapanischen Meisterschaften: 1966 1. Platz in Kumite und Kata, 1967 1. Platz Kumite und 2. Platz Kata, 1968 2. im Kumite und 3. in Kata, 1969 1. Platz Kata und 3. im Kumite. Er ist einer der wenigen, der den Titel Grand Champion trägt. Diesen bekommt ein Kämpfer nur verliehen, wenn er mindestens dreimal in einer der beiden Disziplinen den ersten und in der anderen mindestens den dritten Platz erreicht hat.

## Deutschland / Europa

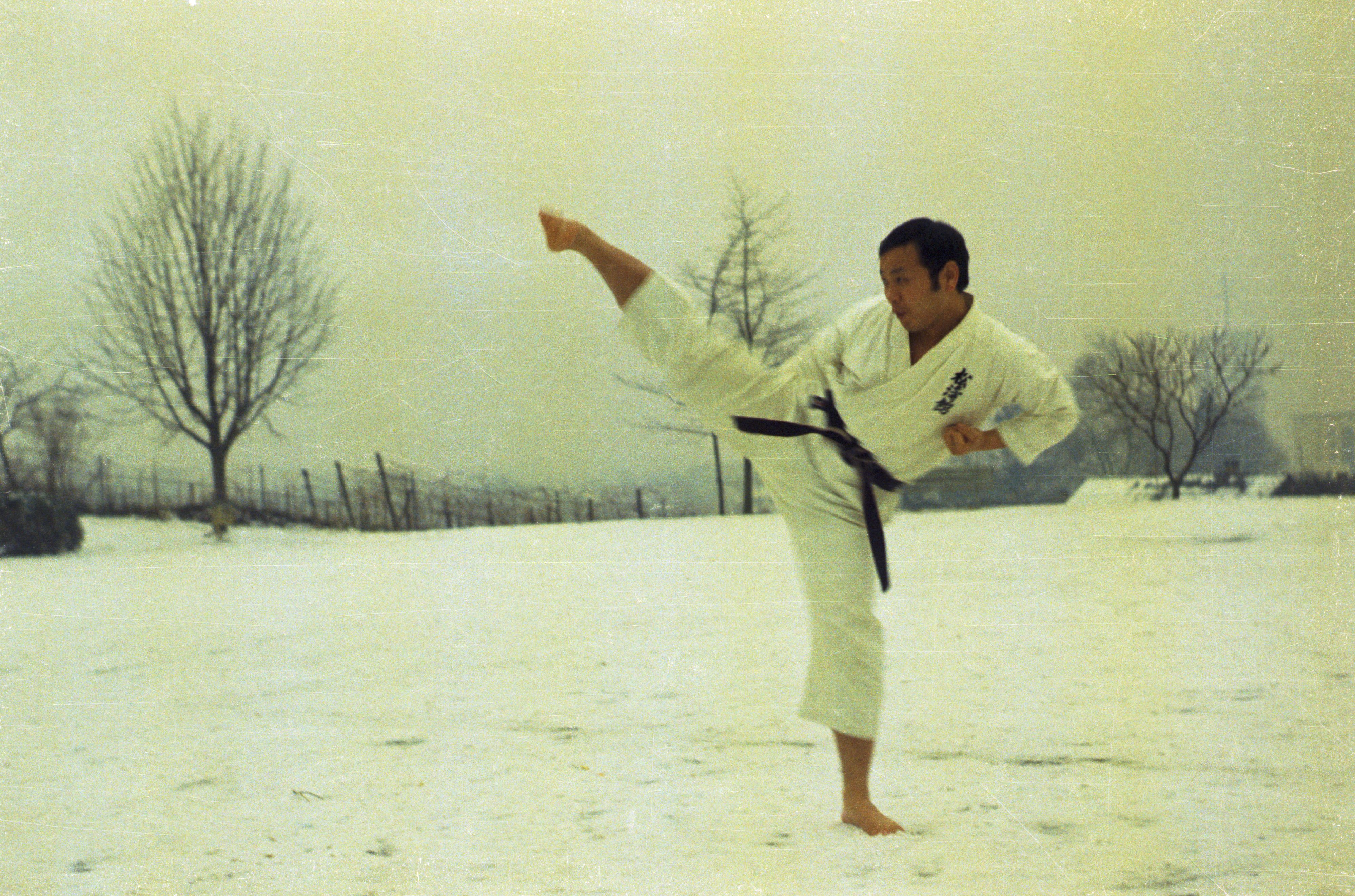
Hideo Ochi (1970)

Im Jahre 1970 kam Hideo Ochi nach Deutschland, um im Deutschen Karate Bund (DKB) die Nachfolge von Bundestrainer Hirokazu Kanazawa anzutreten. Die DKB-Nationalmannschaft führte er in den folgenden Jahren in Europa zu vielen Erfolgen (Europameisterschaft 1971, 1972, 1975, Vizeweltmeisterschaften 1975 in Los Angeles und bei der WM 1980 in Bremen). Anlässlich eines Japanurlaubes nahm er 1976 erneut an den Japanischen Meisterschaften teil und gewann den 1. Platz im Kata Shiai vor dem amtierenden Weltmeister Osaka.
Hideo Ochi war erst Bundestrainer des DKB, danach Bundestrainer des Deutschen Karate Verbandes (DKV) bevor er sich 1993 entschloss, den Deutschen JKA-Karate Bund (DJKB) zu gründen, den Deutschen Ast der Japan Karate Association. H. Ochi ist im DJKB Chiefinstructor und, als Nachfolger von Enoeda, Chiefinstruktor der JKA World Federation-Europe.

### DJKB
Es wird auf einen einzigen Punkt (Ippon) gekämpft. Das Ideal des Siegens durch einen einzigen Treffer ist an die Realität angepasst, indem auch halbe Punkte (Wazaari) vergeben werden. Die karatetypische Konzentration im Kampf, den Kampf mit dem ersten gelungenen Angriff zu beenden, bleibt aber als Basis bestehen. Das Punktesystem begünstigt ferner Fußtritte zum Kopf, für die es in der Regel einen Ippon gibt. Dadurch soll sichergestellt werden, dass die Ausführung von Fußtechniken im Wettkampf gefördert wird und nicht verkümmert.

### DKV
Das System wurde im Laufe der Zeit dahingehend modifiziert, dass mehrere Punkte „gesammelt“ werden (per Ippon, Nihon und Sanbon).

## Basis
Hideo Ochi widmete sich von Anfang an als Bundestrainer in Deutschland stark dem Breitensport, sowohl anfangs im DKB, später innerhalb des DKV und im DJKB. Seine Wochenendlehrgänge sind Treffpunkte der Karateka aus ganz Deutschland. Das von Ochi initiierte Gasshuku entwickelte sich im Laufe der Jahre zu einem der großen Karate-Lehrgänge in Deutschland.

## Ehrungen
- Bundesverdienstkreuz am Bande (11. März 1997)[8]